# Wynnewood
Wynnewood é uma cidade localizada no estado norte-americano de Oklahoma, no Condado de Garvin.

## Demografia
Segundo o censo norte-americano de 2000, a sua população era de 2367 habitantes.
Em 2006, foi estimada uma população de 2318, um decréscimo de 49 (-2.1%).

## Geografia
De acordo com o United States Census Bureau tem uma área de
3,9 km², dos quais 3,9 km² cobertos por terra e 0,0 km² cobertos por água.

## Localidades na vizinhança
O diagrama seguinte representa as localidades num raio de 24 km ao redor de Wynnewood.

## Curiosidades
- A guitarrista Joan Jett nasceu em Wynnewood e uma das pioneiras do rock feminino.